# Lijst van voetbalinterlands Canada - Kameroen
Deze lijst van voetbalinterlands is een overzicht van alle officiële voetbalwedstrijden tussen de nationale teams van Canada en Kameroen. De landen speelden tot op heden een keer tegen elkaar. Dat was een groepswedstrijd bij de FIFA Confederations Cup 2001 in Niigata (Japan) op 4 juni 2001.

## Wedstrijden
| № | Plaats  | Datum       | Competitie                   | Wedstrijd         | Uitslag |
| - | ------- | ----------- | ---------------------------- | ----------------- | ------- |
| 1 | Niigata | 4 juni 2001 | FIFA Confederations Cup 2001 | Kameroen – Canada | 2 – 0   |

## Samenvatting
| Competitie              | Totaal gespeeld | Winst Canada | Gelijk | Winst Kameroen | Doelsaldo Canada – Kameroen |
| ----------------------- | --------------- | ------------ | ------ | -------------- | --------------------------- |
| FIFA Confederations Cup | 1               | 0            | 0      | 1              | 0 − 2                       |
| Totaal                  | 1               | 0            | 0      | 1              | 0 − 2                       |

Wedstrijden bepaald door strafschoppen worden, in lijn met de FIFA, als een gelijkspel gerekend.

## Details

### Eerste ontmoeting
| FIFA Confederations Cup 2001 (Niigata, Japan, 4 juni 2001): |              | |
| Kameroen | 2 – 0        | Canada |
| Bernard Tchoutang 48' Patrick Mboma 83' (pen.) | goals        | |
| Pierre Lechantre | bondscoach   | Holger Osieck |
| Jacques Songo'o Geremi Njitap Rigobert Song Raymond Kalla Pierre Njanka Joël Epalle 53' Nicolas Alnoudji Marc-Vivien Foé 70' Salomon Olembé Bernard Tchoutang 70' Pius N'Diefi | opstellingen | Craig Forrest Carl Fletcher Anthony Menezes Jason de Vos Jim Brennan Jason Bent Paul Stalteri 76' Carlo Corazzin Nick Dasovic Daniel Imhof 46' Garret Kush |
| Samuel Eto'o 53' Patrick Mboma 70' Pierre Wome 70' | wissels      | 46' Dwayne de Rosario 76' Paul Peschisolido |